# Ypupiara lopai
Ypupiara lopai es la única especie conocida del género extinto Ypupiara ("el que vive en el agua") de dinosaurio terópodo dromeosáurido, que vivió a finales del período Cretácico, hace aproximadamente ente 70 y 66 millones de años durante el Maastrichtiense, en lo que es hoy Sudamérica

## Descripción
Basado en la medida del material fósil preservado, Ypupiara se estima haber medido alrededor 2 a 3 metros de longitud plenamente crecido. Se hipotetiza que Ypupiara depredó animales más pequeños,  mamíferos, reptiles y peces.

## Descubrimiento e investigación

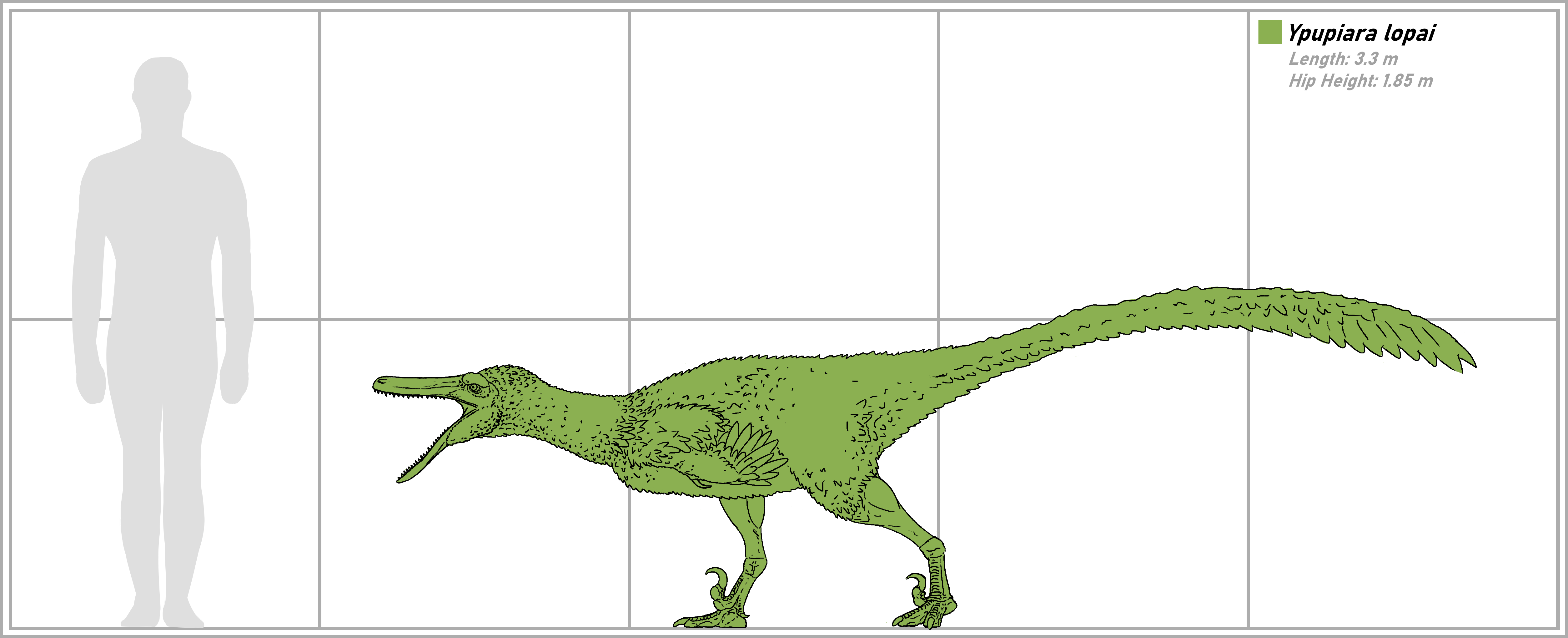
Tamaño de Ypupiara comparado con un humano.

Sus restos se encontraron en estratos del Cretácico superior de la Formación Marília  de Brasil. Es el primer miembro  de Dromaeosauridae descubierto en América del Sur y el primer miembro de Unenlagiinae  descubierto, pero no el primer  identificado como tal. El tipo y especie única, Y. lopai, se conoce de un solo espécimen destruido en un incendio en 2018.
El holotipo, DGM 921-R, un maxilar y dentario derecho (asociado con una mandíbula de pez), fue descubierto en una capa del Cretácico Superior en la Formación Marília  de Brasil. Lo encontró Alberto Lopa en algún momento entre 1940 y 1960, tras lo cual Llewellyn Ivor marcó el fósil perteneciendo a un vertebrado indeterminado. Posteriormente fue colocado en almacenamiento en el Museo Nacional de Brasil y no fue reconocido otra vez por otros 80 años. 
Las fotografías del holotipo se tomaron poco antes de su destrucción cuándo el museo en el que estaba albergado fuese gravemmente dañado por un incendio el 2 de septiembre de 2018. El papel que nombra y describe el holotipo se debió haber entregado alrededor del mismo tiempo en el que el fuego destruyó el fósil, causando que se retrasase. El nombre genérico, Ypupiara, está derivado de una palabra Tupi que significa "el que vive en el agua," en referencia a una criatura mitológica local y su dieta inferida de peces. El nombre concreto, lopai, es en honor al descubridor del holotipo.
Las fotografías del holotipo se tomaron poco antes de su destrucción cuándo el museo  el que estaba albergado fuese gravemmente dañado por un incendio el 2 de septiembre de 2018. El papel que nombra y describe el holotipo se debió haber entregado alrededor del mismo tiempo en el que el fuego destruyó el fósil, causando que se retrasase. El nombre genérico, Ypupiara, está derivado de una palabra Tupi que significa "el que vive en el agua," en referencia a una criatura mitológica local y su dieta inferida de peces. El nombre concreto, lopai, es en honor al descubridor del holotipo.
Alrededor del descubrimiento del holotipo  de Ypupiara, se encontró un metatarso perteneciente a un dromaeosáurido. Este espécimen, conocido como Lopasaurus, que significa "Lagarto de Alberto Lopa", se perdió en algún momento tras la muerte de Llewellyn Ivor Price en 1980. Fue reconocido por Brum et al. en 2021, donde  tentativamente refrefirieron  Lopasaurus a Unenlagiinae, pero no pudieron determinar si Lopasaurus representa el mismo taxón que Ypupiara, debido a la carencia de material solapante.

## Clasificación
Durante los 80 años antes de su descripción, Ypupiara se clasificó como un vertebrado indeterminado.No fue hasta que  su descripción en 2021 por Brum et al. donde se le reconoció como un terópodo perteneciente a la subfamilia de dromaesaurios Unenlagiinae. Ypupiara se consideró el taxón hermano de Austroraptor.

### Filogenia

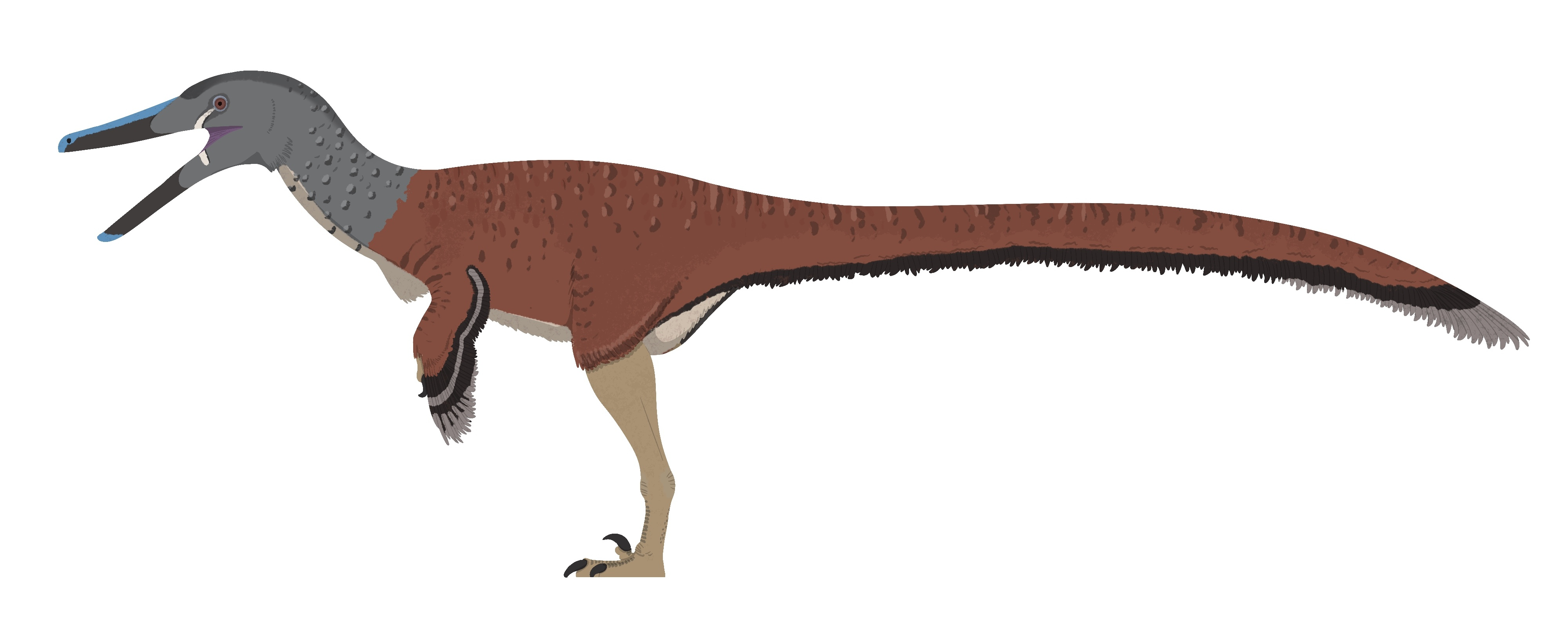
Restauración

Cladograma según el trabajo de Brum y colegas de 2021.

|  | Buitreraptor          |
|  |                       |
|  | Neuquenraptor         |
|  |                       |
|  | Unenlagia comahuensis |
|  |                       |
|  | Unenlagia paynemili   |
|  |                       |

|  | Austroraptor |
|  |              |
|  | Ypupiara     |
|  |              |

|  | Buitreraptor          |
|  |                       |
|  | Neuquenraptor         |
|  |                       |
|  | Unenlagia comahuensis |
|  |                       |
|  | Unenlagia paynemili   |
|  |                       |

|  | Austroraptor |
|  |              |
|  | Ypupiara     |
|  |              |

|  | Buitreraptor          |
|  |                       |
|  | Neuquenraptor         |
|  |                       |
|  | Unenlagia comahuensis |
|  |                       |
|  | Unenlagia paynemili   |
|  |                       |

|  | Austroraptor |
|  |              |
|  | Ypupiara     |
|  |              |

|  | Buitreraptor          |
|  |                       |
|  | Neuquenraptor         |
|  |                       |
|  | Unenlagia comahuensis |
|  |                       |
|  | Unenlagia paynemili   |
|  |                       |

|  | Austroraptor |
|  |              |
|  | Ypupiara     |
|  |              |